# Centro de exposiciones Subte
El Centro de exposiciones Subte es un centro cultural para la difusión del arte contemporáneo. Está ubicado en la plaza Fabini, sobre la avenida 18 de Julio, en Montevideo, Uruguay. Depende de la División Artes y Ciencias del Departamento de Cultura de la Intendencia de Montevideo.

## Historia
Se inaugura en 1936, como un espacio para la exposición de producciones artísticas. Está ubicado en pleno centro de Montevideo, en la Plaza Fabini, es por eso que se vuelve un referente en el ámbito artístico y cultural de la ciudad, sobre todo en lo que respecta al arte contemporáneo. 
Se caracteriza por apoyar tanto el arte nacional como internacional, desde el año 1940. En sus más de 70 años de existencia, ha visto pasar por sus salas obras pertenecientes a artistas como: Pedro Figari, José Cúneo, E.Larroche, Manuel Espínola Gómez, José Gurvich, entre otros.

## Características

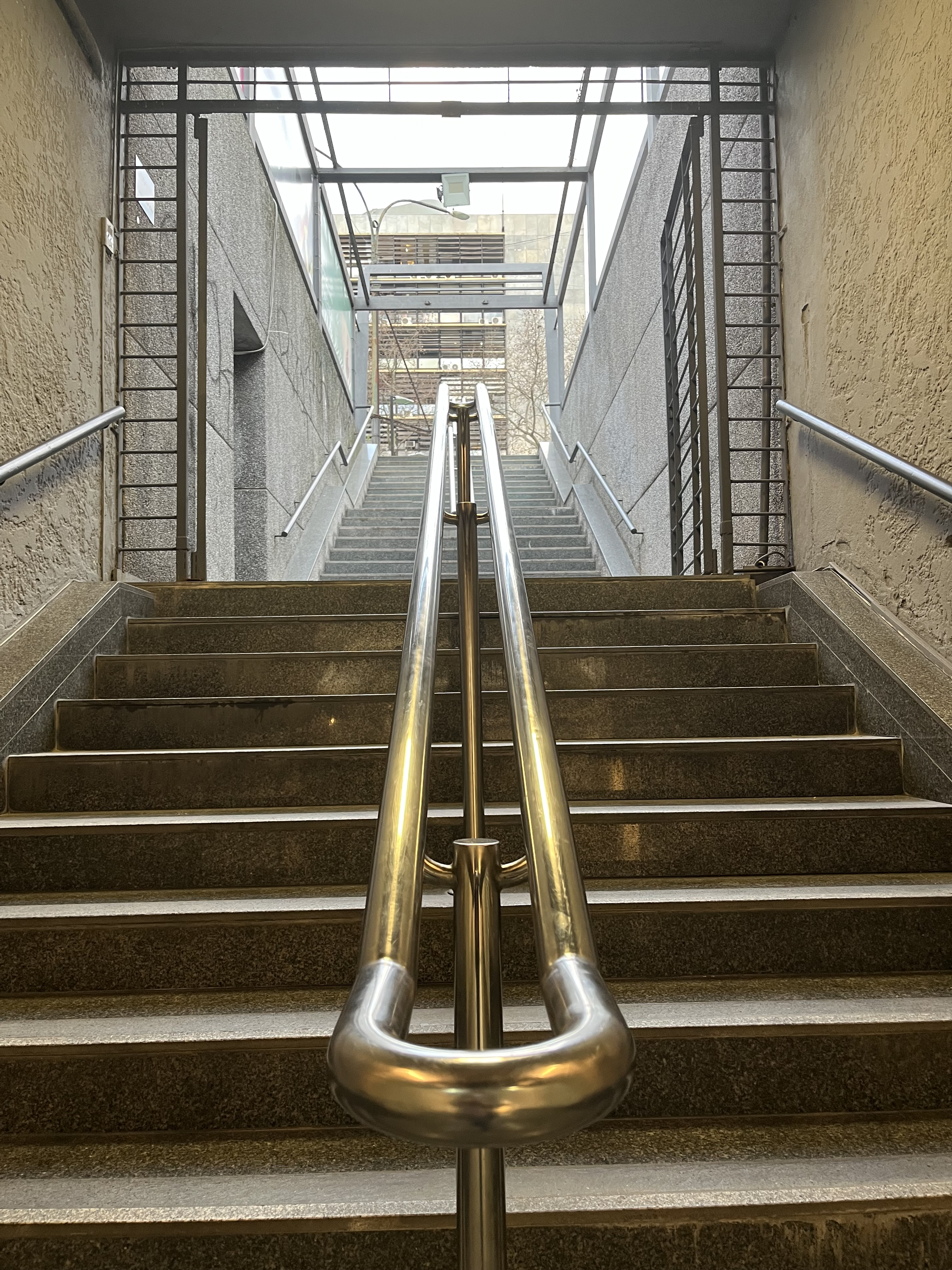
Escalinata del lugar en 2024.

Ubicado debajo de la plaza, sus instalaciones cuentan con tres salas nombradas según sus dimensiones: Sala XL (690 m2), Sala M (70 m2) y Sala XS (4,6 m2), a las que se accede descendiendo por escaleras o ascensor. 
Los días y horarios de apertura al público son de martes a domingos de 12:00 a 19:00 horas y es de acceso gratuito. Anualmente recibe alrededor de 60.000 visitantes que en su mayoría son jóvenes, aspecto que incentiva la propuesta institucional de actividades complementarias a las muestras. 
En 2010 se inauguró el Área de Extensión Cultural, que se dedica a la realización de actividades educativas específicas para los grupos que organizan visitas al centro de exposiciones.

## Muestras
Es la sede expositiva del Premio Montevideo de Artes Visuales y cuenta con una nutrida agenda expositiva orientada al arte contemporáneo nacional, es posible presenciar todo tipo de actividades artísticas que abarcan tanto exposiciones de artistas nacionales e internacionales como obras musicales y teatrales, entre otras, que apuntan a una gran diversidad de públicos. Su objetivo es enriquecer el conocimiento e interés de los espectadores por la variedad de propuestas pertenecientes al arte contemporáneo.